# یوری کریوتسوف
یوری کریوتسوف (اوکراینی: Юрій Крівцов؛ زادهٔ ۷ فوریهٔ ۱۹۷۹) دوچرخه‌سوار اهل فرانسه است.
از باشگاه‌هایی که در آن بازی کرده‌است می‌توان به تیم یوای‌ئی امارات، آر.ای.ژ.تی. سمنس، و آژ۲آر لا موندیال اشاره کرد.